# ۲۱۳ (پیش از میلاد)
۲۱۳ (پیش از میلاد) ۲۱۳مین سال قبل از تقویم میلادی است.